# زالاپا
خالاپا (به اسپانیایی: Xalapa) از شهرهای کشور مکزیک است که در ایالت وراکروز قرار دارد و جمعیت آن طبق سرشماری سال ۲۰۱۰ میلادی ۴۲۴٬۷۵۵ نفر بوده است.